# Intel·ligència humana

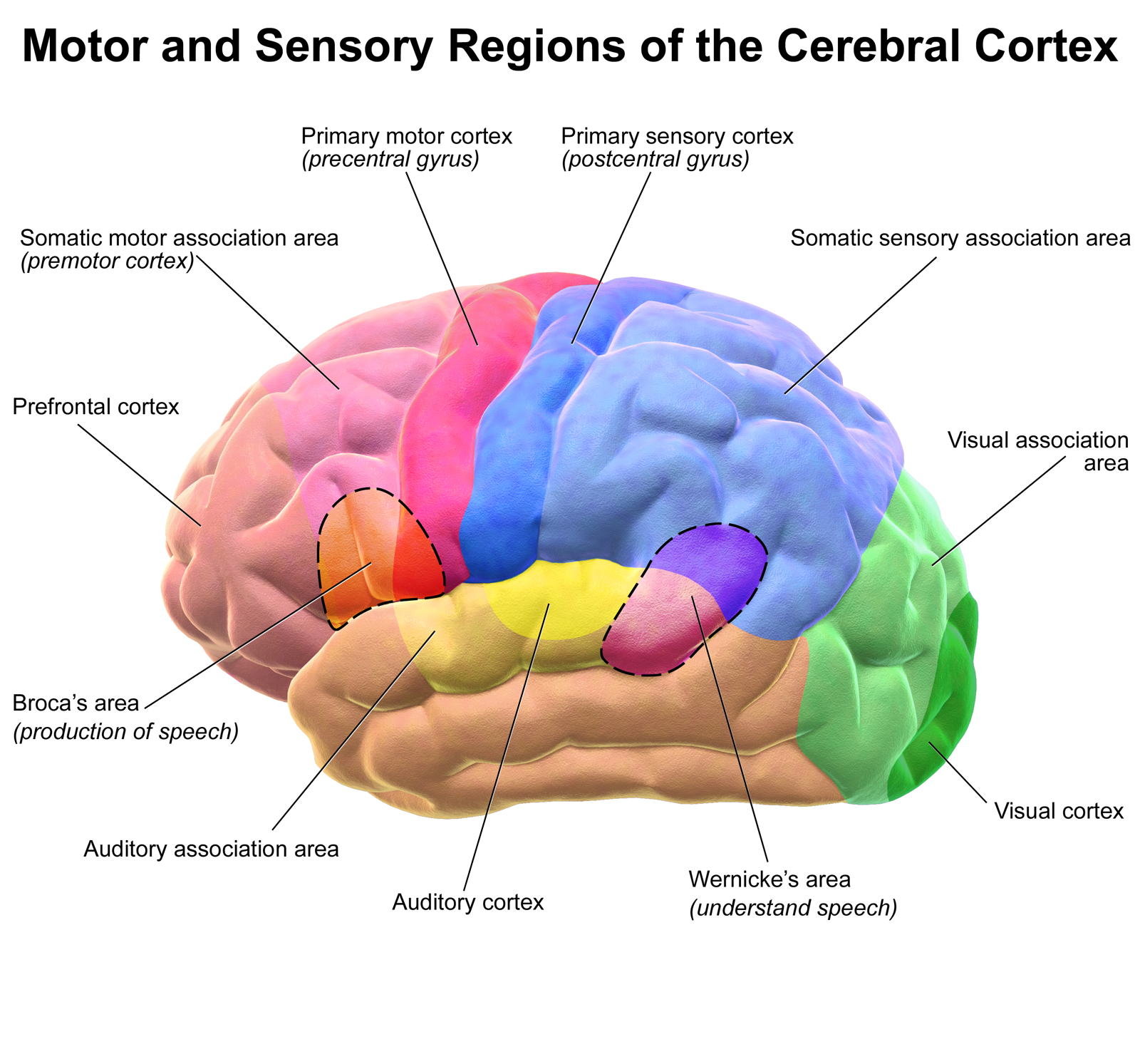
Àrees motores i sensorials de l'escorça cerebral; Les àrees discontínues mostrades solen ser dominants a l'hemisferi esquerre

La intel·ligència humana és la capacitat intel·lectual dels humans, que està marcada per habilitats cognitives complexes i alts nivells de motivació i autoconsciència. Utilitzant la seva intel·ligència, els humans són capaços d'aprendre, formar conceptes, comprendre i aplicar la lògica i la raó. També es creu que la intel·ligència humana engloba les seves capacitats per reconèixer patrons, planificar, innovar, resoldre problemes, prendre decisions, retenir la informació i utilitzar el llenguatge per comunicar-se.
Hi ha idees contradictòries sobre com s'ha de conceptualitzar i mesurar la intel·ligència. En psicometria, la intel·ligència humana s'avalua habitualment mitjançant proves de quocient d'intel·ligència (QI), encara que la validesa d'aquestes proves està en disputa. S'han proposat diverses subcategories d'intel·ligència, com ara  la intel·ligència emocional i la intel·ligència social, i encara hi ha un debat important sobre si aquestes representen formes diferents d'intel·ligència.
També hi ha un debat constant sobre com es forma el nivell d'intel·ligència d'un individu, que va des de la idea que la intel·ligència es fixa des del naixement fins a la idea que és mal·leable i pot canviar en funció de la mentalitat i els esforços d'una persona.

## Història

### Homo sapiens

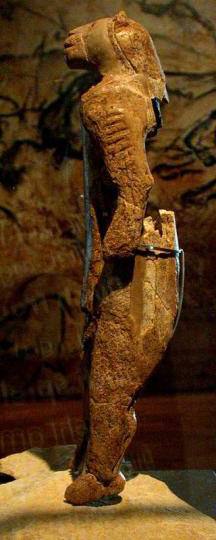
" L'home lleó ", trobat a la cova Hohlenstein-Stadel de l'Alb de Suàbia d'Alemanya i datat de fa 40.000 anys, està associat a la cultura aurignacià i és la figureta animal antropomòrfica més antiga coneguda del món.

Les troballes més antigues d'Homo sapiens a Jebel Irhoud, al Marroc es remunten c. 300.000 anys Es van trobar fòssils d'Homo sapiens a l'Àfrica oriental que són c. 200.000 anys d'antiguitat. No és clar fins a quin punt aquests primers humans moderns havien desenvolupat el llenguatge,  la música, la religió, etc. La hipòtesi de compensació cognitiva proposa que hi va haver una compensació evolutiva entre la memòria de treball a curt termini i les habilitats lingüístiques complexes al llarg de l'evolució humana.
Segons els defensors de la teoria de la catàstrofe de Toba, el clima de les regions no tropicals de la terra va experimentar una congelació sobtada fa uns 70.000 anys, a causa d'una gran explosió del volcà Toba que va omplir l'atmosfera de cendra volcànica durant diversos anys. Això va reduir la població humana a menys de 10.000 parelles reproductores a l'Àfrica equatorial, de la qual descendeixen tots els humans moderns. En no estar preparats per al canvi sobtat del clima, els supervivents eren prou intel·ligents per inventar noves eines i maneres de mantenir-se calent i trobar noves fonts d'aliment (per exemple, adaptant-se a la pesca oceànica basant-se en les habilitats de pesca anteriors utilitzades en llacs i rierols que es van congelar).
Fa uns 80.000-100.000 anys, tres línies principals d'Homo sapiens van divergir, portadors de l'haplogrup mitocondrial L1 (ADNmt) / A (ADN-Y) colonitzant el sud d'Àfrica (els avantpassats dels pobles Khoisan / Capoid ), portadors de l'haplogrup L2 (ADNmt i ADN central ) / B (assentaments d'ADNmt i Oest d'Àfrica ) Níger-Congo i pobles de parla nilosahariana ), mentre que els portadors de l'haplogrup L3 es van quedar a l'Àfrica oriental.
El "gran salt endavant" que condueix a una modernitat de comportament total només s'instal·la després d'aquesta separació. La sofisticació creixent ràpidament en la fabricació d'eines i el comportament és evident des de fa uns 80.000 anys, i la migració d'Àfrica segueix cap al final del Paleolític mitjà, fa uns 60.000 anys. Fa 30.000 anys es fa evident un comportament totalment modern, inclòs l'art figuratiu, la música, l'autoornamentació, el comerç, els ritus d'enterrament, etc. Els exemples inequívocs més antics d'art prehistòric daten d'aquest període, els períodes Aurignacià i Gravettià de l'Europa prehistòrica, com les figuretes de Venus i la pintura rupestre ( Cova Chauvet ) i els primers instruments musicals (la pipa d'os de Geissenklösterle, Alemanya, datada de fa uns 36.000 anys).
El cervell humà ha anat evolucionant gradualment amb el pas del temps; una sèrie de canvis incrementals que es produeixen com a resultat d'estímuls i condicions externes. És crucial tenir en compte que l'evolució opera dins d'un marc limitat en un moment determinat. És a dir, les adaptacions que pot desenvolupar una espècie no són infinites i es defineixen pel que ja ha tingut lloc en la línia temporal evolutiva d'una espècie. Donada la immensa complexitat anatòmica i estructural del cervell, la seva evolució (i l'evolució congruent de la intel·ligència humana), només es pot reorganitzar d'un nombre finit de maneres. La majoria d'aquests canvis es produeixen en termes de mida o en termes de períodes de desenvolupament.
Dates aproximades, consulteu articles per a més detalls
( Del 2.000.000 aC al 2013 dC en notació exponencial (parcial) )
Vegeu també : Java Man (−1.75e+06), Yuanmou Man (−1.75e+06: -0.73e+06),
L'home de Lantian (−1,7e+06), l'home de Nanjing (-0,6e+06), l'home de Tautavel (-0,5e+06),
Peking Man (-0,4e+06), Solo Man (-0,4e+06) i Peștera cu Oase (-0,378e+05)

## Correlacions
Com a constructe i mesurada per proves d'intel·ligència, la intel·ligència és un dels conceptes més útils en psicologia, perquè es correlaciona amb moltes variables rellevants, per exemple, la probabilitat de patir un accident o l'import del sou. Altres exemples inclouen:
Educació
Segons un metaestudi del 2018 sobre els efectes educatius sobre la intel·ligència, l'educació sembla ser el "mètode més consistent, robust i durador" conegut per augmentar la intel·ligència.
Personalitat
Un conjunt històric de metaanàlisis que sintetitzen milers d'estudis que inclouen milions de persones de més de 50 països van trobar que molts trets de personalitat estan íntimament relacionats amb les capacitats cognitives. Els trets relacionats amb el neurotisme mostren les relacions més negatives, mentre que trets com l'activitat, la laboriositat, la compassió i l'obertura estan relacionats positivament amb diverses habilitats.
Miopia
Diversos estudis han demostrat una correlació entre el coeficient intel·lectual i la miopia. Alguns suggereixen que la raó de la correlació és ambiental: o bé les persones amb un coeficient intel·lectual més alt tenen més probabilitats de danyar la seva vista amb una lectura prolongada, o les persones que llegeixen més tenen més probabilitats d'aconseguir un coeficient intel·lectual més alt; altres afirmen que existeix un vincle genètic.
Envelliment
Hi ha proves que l'envelliment provoca una disminució de les funcions cognitives. En un estudi transversal, diverses funcions cognitives van mesurar disminucions d'uns 0,8 en la puntuació z dels 20 als 50 anys; les funcions cognitives incloïen la velocitat de processament, la memòria de treball i la memòria a llarg termini.
Gens
Una sèrie de polimorfismes d'un sol nucleòtid en l'ADN humà es correlacionen amb puntuacions de coeficient intel·lectual més altes.
Motivació
La motivació és un factor que influeix en els resultats de la prova de coeficient intel·lectual. Les persones amb una motivació més alta tendeixen a obtenir puntuacions de coeficient intel·lectual més altes.

## Teories

### Rellevància de les proves de coeficient intel·lectual
En psicologia, la intel·ligència humana s'avalua habitualment mitjançant puntuacions de coeficient intel·lectual que es determinen mitjançant proves de coeficient intel·lectual. En general, les puntuacions de coeficient intel·lectual més altes s'associen amb millors resultats a la vida. Tanmateix, mentre que les puntuacions de les proves de coeficient intel·lectual mostren un alt grau de fiabilitat entre proves i prediuen determinades formes d'assoliment de manera eficaç, la seva validesa de constructe com a mesura holística de la intel·ligència humana es considera dubtosa. Tot i que generalment s'entén que les proves de coeficient intel·lectual mesuren algunes formes d'intel·ligència, és possible que no serveixin com a mesura precisa de definicions més àmplies de la intel·ligència humana que inclouen la creativitat i la intel·ligència social. Segons el psicòleg Wayne Weiten, "les proves de coeficient intel·lectual són mesures vàlides del tipus d'intel·ligència necessària per tenir un bon rendiment en el treball acadèmic. Però si el propòsit és avaluar la intel·ligència en un sentit més ampli, la validesa de les proves de coeficient intel·lectual és qüestionable".

### Teoria de les intel·ligències múltiples
La teoria de les intel·ligències múltiples de Howard Gardner es basa en estudis de nens i adults normals, d'individus dotats (inclosos els anomenats " savants "), de persones que han patit danys cerebrals, d'experts i virtuosos i d'individus de cultures diverses. Gardner divideix la intel·ligència en components. A la primera edició del seu llibre Frames of Mind (1983), va descriure set tipus diferents d'intel·ligència: lògic-matemàtica, lingüística, espacial, musical, cinestèsica, interpersonal i intrapersonal. En una segona edició va afegir dos tipus més d'intel·ligència: la naturalista i la existencial. Argumenta que les proves psicomètriques (IQ) aborden només aspectes lingüístics i lògics més alguns aspectes de la intel·ligència espacial. Una crítica a la teoria de Gardner és que mai no ha estat provada, ni sotmesa a revisió per parells, per Gardner o qualsevol altra persona, i de fet que és infalsificable. Altres (per exemple, Locke, 2005) suggereixen que reconèixer moltes formes específiques d'intel·ligència (teoria de l'aptitud específica) implica una agenda política, més que científica, destinada a apreciar la singularitat de tots els individus, en lloc de reconèixer diferències potencialment reals i significatives en les capacitats individuals. Schmidt i Hunter suggereixen que la validesa predictiva d'aptituds específiques per sobre de la de la capacitat mental general, o "g", no ha rebut suport empíric. D'altra banda, Jerome Bruner va coincidir amb Gardner que les intel·ligències eren "ficcions útils", i va continuar afirmant que "el seu enfocament va molt més enllà de l'anàlisi de dades dels provadors mentals que mereix ser aplaudit".

### Teoria triàrquica de la intel·ligència
Robert Sternberg va proposar la teoria triàrquica de la intel·ligència per proporcionar una descripció més completa de la competència intel·lectual que les teories diferencials o cognitives tradicionals de la capacitat humana. La teoria triàrquica descriu tres aspectes fonamentals de la intel·ligència:
1. La intel·ligència analítica comprèn els processos mentals mitjançant els quals s'expressa la intel·ligència.
2. La intel·ligència creativa és necessària quan un individu s'enfronta a un repte que és gairebé nou, però no del tot, o quan un individu es dedica a automatitzar la realització d'una tasca.
3. La intel·ligència pràctica està lligada a un entorn sociocultural i implica l'adaptació, la selecció i la configuració de l'entorn per maximitzar l'ajust al context.

La teoria triàrquica no argumenta en contra de la validesa d'un factor d'intel·ligència general; en canvi, la teoria postula que la intel·ligència general forma part de la intel·ligència analítica, i només tenint en compte els tres aspectes de la intel·ligència es pot entendre tota la gamma del funcionament intel·lectual.
Sternberg va actualitzar la teoria triàrquica i la va rebatejar com a Teoria de la intel·ligència d'èxit. Ara defineix la intel·ligència com l'avaluació d'un individu de l'èxit a la vida segons els estàndards ( idiogràfics ) de l'individu i dins del context sociocultural de l'individu. L'èxit s'aconsegueix utilitzant combinacions d'intel·ligència analítica, creativa i pràctica. Els tres aspectes de la intel·ligència s'anomenen habilitats de processament. Les habilitats de processament s'apliquen a la recerca de l'èxit a través dels que eren els tres elements de la intel·ligència pràctica: l'adaptació, la configuració i la selecció dels propis entorns. Els mecanismes que utilitzen les habilitats de processament per aconseguir l'èxit inclouen l'ús de les seves fortaleses i la compensació o correcció de les seves debilitats.
Les teories i investigacions de Sternberg sobre la intel·ligència segueixen sent controvertides dins de la comunitat científica.

### PASS: teoria de la intel·ligència
Basat en el treball seminal d'AR Luria (1966) sobre la modularització de la funció cerebral, i recolzat per dècades d'investigació en neuroimatge, la Teoria de la Intel·ligència PASS (Planificació/Atenció/Simultània/Successiva) proposa que la cognició s'organitza en tres sistemes i els quatre processos següents:
1. La planificació implica funcions executives responsables de controlar i organitzar la conducta, seleccionar i construir estratègies i supervisar el rendiment.
2. L'atenció és responsable de mantenir els nivells d'excitació i d'alerta, i assegurar l'atenció als estímuls rellevants.
3. El processament simultània es realitza quan es requereix la relació entre elements i la seva integració en unitats senceres d'informació. Alguns exemples d'això inclouen el reconeixement de figures, com ara un triangle dins d'un cercle versus un cercle dins d'un triangle, o la diferència entre "va dutxar-se abans d'esmorzar" i "esmorzar abans de dutxar-se".
4. Es requereix un processament successiu per organitzar elements separats en una seqüència, com ara recordar una seqüència de paraules o accions exactament en l'ordre en què s'acabaven de presentar.

Aquests quatre processos són funcions de quatre àrees del cervell. La planificació es troba àmpliament situada a la part frontal del nostre cervell, el lòbul frontal. L'atenció i l'excitació són funcions combinades del lòbul frontal i les parts inferiors de l'escorça, encara que els lòbuls parietals també participen en l'atenció. El processament simultani i el processament successiu es produeixen a la regió posterior o posterior del cervell. El processament simultani s'associa àmpliament amb els lòbuls occipital i parietal, mentre que el processament successiu s'associa àmpliament amb els lòbuls frontal-temporal. La teoria PASS està molt connectada tant amb Luria  com amb els estudis de psicologia cognitiva implicats en la promoció d'una millor mirada a la intel·ligència.

### La teoria de Piaget i les teories neopiagetianes
En la teoria del desenvolupament cognitiu de Piaget, el focus no es centra en les habilitats mentals, sinó en els models mentals del món dels nens. A mesura que el nen es desenvolupa, el nen crea models del món cada cop més precisos que li permeten interactuar amb el món de manera més eficaç. Un exemple és la permanència d'objectes amb la qual el nen desenvolupa un model en el qual els objectes continuen existint fins i tot quan no es poden veure, escoltar o tocar.
La teoria de Piaget descrivia quatre etapes principals i moltes subetapes del desenvolupament. Aquestes quatre etapes principals són:
1. etapa sensoriomotora (naixement-2 anys)
2. Fase preoperacional (2-7 anys)
3. etapa operativa concreta (7-11 anys)
4. etapa d'operacions formals (11-16 anys)[31]

El progrés en aquestes etapes està correlacionat amb el coeficient intel·lectual psicomètric, però no és idèntic. Piaget conceptualitza la intel·ligència com una activitat més que com una capacitat.
Un dels estudis més famosos de Piaget es va centrar exclusivament en les capacitats discriminatòries dels nens d'entre dos anys i mig i quatre anys i mig. Va començar l'estudi agafant nens de diferents edats i col·locant dues línies de llaminadures, una amb les llaminadures en una línia més separades i una amb el mateix nombre de llaminadures en una línia més juntes. Va trobar que "els nens d'entre 2 anys, 6 mesos i 3 anys, 2 mesos discriminen correctament el nombre relatiu d'objectes en dues files; entre 3 anys, 2 mesos i 4 anys, 6 mesos indiquen una fila més llarga amb menys objectes per tenir 'més'; després de 4 anys, 6 mesos tornen a discriminar correctament". Inicialment els nens més petits no s'estudiaven, perquè si als quatre anys un nen no podia conservar la quantitat, presumiblement, un nen més petit tampoc. Els resultats mostren, però, que els nens menors de tres anys i dos mesos tenen una conservació de la quantitat, però a mesura que es fan grans perden aquesta qualitat i no la recuperen fins als quatre anys i mig. Aquest atribut es pot perdre temporalment a causa d'una dependència excessiva de les estratègies perceptives, que correlaciona més dolços amb una línia més llarga de caramels, o per la incapacitat d'un nen de quatre anys per revertir les situacions.
Aquest experiment va demostrar diversos resultats. En primer lloc, els nens més petits tenen una capacitat discriminatòria que demostra que la capacitat lògica per a les operacions cognitives existeix abans del que es reconeixia anteriorment. A més, els nens petits poden estar equipats amb certes qualitats per a les operacions cognitives, depenent de la lògica de l'estructura de la tasca. La investigació també mostra que els nens desenvolupen una comprensió explícita als cinc anys i, com a resultat, el nen comptarà els dolços per decidir quin en té més. Finalment, l'estudi va trobar que la conservació global de la quantitat no és una característica bàsica de l'herència nativa dels humans.
La teoria de Piaget ha estat criticada pel fet que l'edat d'aparició d'un nou model del món, com ara la permanència d'objectes, depèn de com es fa la prova (vegeu l'article sobre la permanència de l'objecte ). De manera més general, la teoria pot ser molt difícil de provar empíricament a causa de la dificultat de demostrar o desmentir que un model mental és l'explicació dels resultats de les proves.
Les teories neopiagetianes del desenvolupament cognitiu amplien la teoria de Piaget de diverses maneres, com ara també considerant factors psicomètrics com la velocitat de processament i la memòria de treball, factors "hipercognitius" com l'autocontrol, més etapes i més consideració sobre com el progrés pot variar en diferents dominis com ara l'espai o el social.

### Teoria de la integració parieto-frontal de la intel·ligència
A partir d'una revisió de 37 estudis de neuroimatge, Jung i Haier van proposar que la base biològica de la intel·ligència prové de la manera en què les regions frontal i parietal del cervell es comuniquen i intercanvien informació entre elles. Els estudis de neuroimatge i lesions posteriors informen d'un consens general amb la teoria. Una revisió de la literatura sobre neurociència i intel·ligència conclou que la teoria de la integració parieto-frontal és la millor explicació disponible per a les diferències en la intel·ligència humana.

### Teoria de la inversió
Basat en la teoria de Cattell–Horn–Carroll, les proves d'intel·ligència que s'utilitzen més sovint en els estudis inclouen mesures de la capacitat del fluid ( g f ) i la capacitat de cristal·lització ( gc ) ; que difereixen en la seva trajectòria de desenvolupament en les persones. La "teoria de la inversió" de Cattell afirma que les diferències individuals observades en l'adquisició d'habilitats i coneixements ( g c ) s'atribueixen parcialment a la "inversió" de g f, suggerint així la implicació de la intel·ligència fluida en tots els aspectes del procés d'aprenentatge. La teoria de la inversió suggereix que els trets de personalitat afecten la capacitat "real" i no les puntuacions en una prova de coeficient intel·lectual.
La teoria de la intel·ligència de Hebb també va suggerir una bifurcació, la Intel·ligència A (fisiològica), que es podria veure com una aparença d'intel·ligència fluida i la Intel·ligència B (experiencial), similar a la intel·ligència cristal·litzada.

### Teoria de la compensació intel·ligent (TIC)
La teoria de la compensació d'intel·ligència afirma que els individus que són comparativament menys intel·ligents treballen més dur i de manera més metòdica, i es tornen més resolutius i minuciosos (més conscienciats) per assolir els objectius, per compensar la seva "falta d'intel·ligència", mentre que els individus més intel·ligents no requereixen trets/comportaments associats amb el factor de personalitat que poden oposar-se a la seva fortalesa cognitiva al progrés de la seva capacitat cognitiva. o esforç. La teoria suggereix l'existència d'una relació causal entre la intel·ligència i la consciència, de manera que el desenvolupament del tret de la personalitat de la consciència està influenciat per la intel·ligència. Aquesta suposició es considera plausible, ja que és poc probable que es pugui produir la relació causal inversa; implicant que la correlació negativa seria més alta entre la intel·ligència fluida ( g f ) i la consciència. Això es justifica per la línia de temps del desenvolupament de g f, g c i la personalitat, ja que la intel·ligència cristal·litzada no s'hauria desenvolupat completament quan es desenvolupen els trets de la personalitat. Posteriorment, durant les edats escolars, s'esperaria que els nens més conscienciats obtinguessin una intel·ligència (coneixement) més cristal·litzada a través de l'educació, ja que serien més eficients, exhaustius, treballadors i obedients.
Aquesta teoria s'ha contradit recentment per l'evidència que identifica la selecció de mostres compensatòria que atribueix els resultats al biaix que prové de la selecció de mostres que contenen persones per sobre d'un determinat llindar d'assoliment.

### La teoria de l'autoeficàcia i la cognició de Bandura
La visió de la capacitat cognitiva ha evolucionat al llarg dels anys ii, que inclou no només aspectes cognitius, sinó també motivacionals, socials i de comportament. Aquestes facetes treballen conjuntament per realitzar nombroses tasques. Una habilitat essencial que sovint es passa per alt és la de gestionar les emocions i les experiències aversives que poden comprometre la qualitat del pensament i l'activitat. Bandura uneix el vincle entre la intel·ligència i l'èxit acreditant les diferències individuals en l'autoeficàcia. La teoria de Bandura identifica la diferència entre posseir habilitats i ser capaç d'aplicar-les en situacions difícils. La teoria suggereix que els individus amb el mateix nivell de coneixements i habilitats poden tenir un rendiment dolent, mitjà o excel·lent segons les diferències d'autoeficàcia.
Un paper clau de la cognició és permetre predir esdeveniments i, al seu torn, idear mètodes per fer front a aquests esdeveniments de manera eficaç. Aquestes habilitats depenen del processament d'estímuls poc clars i ambigus. Les persones han de poder confiar en la seva reserva de coneixement per identificar, desenvolupar i executar opcions. Han de ser capaços d'aplicar l'aprenentatge adquirit de les experiències prèvies. Per tant, un sentiment estable d'autoeficàcia és essencial per mantenir-se centrat en les tasques davant de situacions difícils.
La teoria de l'autoeficàcia i la intel·ligència de Bandura suggereix que els individus amb un sentit relativament baix d'autoeficàcia en qualsevol camp evitaran els reptes. Aquest efecte s'accentua quan perceben les situacions com a amenaces personals. Quan es produeix un fracàs, se'n recuperen més lentament que els altres, i atribueixen el fracàs a una aptitud insuficient. D'altra banda, les persones amb alts nivells d'autoeficàcia tenen que condueixi a un rendiment efectiu.

### Teoria de processos, personalitat, intel·ligència i coneixement (PPIK)
Desenvolupada per Ackerman, la teoria PPIK (procés, personalitat, intel·ligència i coneixement) desenvolupa encara més l'enfocament de la intel·ligència proposat per Cattell, la teoria de la inversió i Hebb, suggerint una distinció entre la intel·ligència com a coneixement i la intel·ligència com a procés (dos conceptes que són comparables i relacionats amb g c i g f respectivament, però més amplis i propers a la intel·ligència i la intel·ligència de Hebb "Intel·ligència B") i integrant aquests factors amb elements com la personalitat, la motivació i els interessos.
Ackerman descriu la dificultat de distingir procés del coneixement, ja que el contingut no es pot eliminar de cap prova d'habilitat.
Els trets de personalitat no estan significativament correlacionats amb la intel·ligència com a aspecte del procés excepte en el context de la psicopatologia. Una excepció a aquesta generalització ha estat la constatació de diferències de sexe en les habilitats cognitives, específicament les habilitats en forma matemàtica i espacial.
D'altra banda, la intel·ligència com a factor de coneixement s'ha associat amb trets de personalitat d'obertura i compromís intel·lectual típic, que també es correlacionen fortament amb les habilitats verbals (associades a la intel·ligència cristal·litzada ).

### Inhibició latent
Sembla que la inhibició latent, el fenomen dels estímuls familiars que tenen un temps de reacció posposat en comparació amb estímuls desconeguts, té una correlació positiva amb la creativitat. 

## Millores

### Enginyeria genètica
Com que la intel·ligència sembla dependre almenys en part de l'estructura del cervell i dels gens que configuren el desenvolupament del cervell, s'ha proposat que l'enginyeria genètica es podria utilitzar per millorar la intel·ligència, un procés que de vegades s'anomena elevació biològica a la ciència-ficció. Els experiments de millora genètica amb ratolins han demostrat una capacitat superior en l'aprenentatge i la memòria en diverses tasques de comportament.

### Educació
Un coeficient intel·lectual més alt condueix a un major èxit a l'educació, però independentment, l'educació augmenta les puntuacions del coeficient intel·lectual. Una metaanàlisi del 2017 suggereix que l'educació augmenta el coeficient intel·lectual entre 1 i 5 punts per any d'educació, o almenys augmenta la capacitat de fer proves de coeficient intel·lectual.

### Nutrició i productes químics
Les substàncies que realment o suposadament milloren la intel·ligència o altres funcions mentals s'anomenen nootròpics. Una metaanàlisi mostra que els àcids grassos omega-3 milloren el rendiment cognitiu entre aquells amb dèficits cognitius, però no entre els subjectes sans. Una metaregressió mostra que els àcids grassos omega-3 milloren l'estat d'ànim dels pacients amb depressió major (la depressió major s'associa amb dèficits de nutrients cognitius).

### Activitats i desenvolupament neuronal de l'adult
- L'exercici millora la cognició per a subjectes sans i no sans[62]
- Quina (per exemple, "treball exigent intel·lectualment")[63] i com es treballa[64]
- Qualitat del son[65]

### Eines digitals

#### Mitjans digitals
Hi ha I+D sobre els impactes cognitius dels telèfons intel·ligents i la tecnologia digital. Un grup va informar que, contràriament a la creença generalitzada, l'evidència científica no mostra que aquestes tecnologies perjudiquen les habilitats cognitives biològiques i que, en canvi, només canvien les formes predominants de la cognició, com ara una necessitat reduïda de recordar fets o realitzar càlculs matemàtics amb llapis i paper fora de les escoles contemporànies. No obstant això, algunes activitats, com la lectura de novel·les, que requereixen llargues concentracions d'atenció i no inclouen una estimulació gratificant contínua poden ser més difícils en general.[61][62] S'està investigant com l'ús extensiu dels mitjans en línia afecta el desenvolupament cognitiu dels joves[63] i els impactes poden variar substancialment segons la manera i quines tecnologies s'utilitzen, com quines i com s'utilitzen les plataformes de mitjans digitals, i com es dissenyen. Els impactes poden variar fins a un punt que aquests estudis encara no han tingut en compte i poden ser modulables pel disseny, l'elecció i l'ús de tecnologies i plataformes, inclosos els mateixos usuaris. Resultats mesurats de l'estudi Un estudi suggereix que en nens d'entre 8 i 12 anys durant dos anys, el temps de jocs digitals o de visualització de vídeos digitals es pot correlacionar positivament amb les mesures d'intel·ligència, tot i que no es van investigar les correlacions amb el temps de pantalla global (incloses les xarxes socials, la socialització i la televisió) i els "jocs de temps" no van diferenciar entre categories de videojocs (per exemple, les quotes de videojocs i les categories de jocs), i les categories de videojocs i gèneres digitals. vídeos.[64][65]

### Entrenament del cervell
Els intents d'augmentar el coeficient intel·lectual amb l'entrenament cerebral han provocat augments d'aspectes relacionats amb les tasques d'entrenament, per exemple, la memòria de treball, però encara no és clar si aquests augments es generalitzen a l'augment de la intel·ligència per se.
Un document d'investigació del 2008 afirmava que practicar una tasca dual n-back pot augmentar la intel·ligència fluida ( g f ), tal com es mesura en diverses proves estàndard diferents. Aquesta troballa va rebre certa atenció dels mitjans de comunicació populars, inclòs un article a Wired. No obstant això, una crítica posterior a la metodologia del treball va qüestionar la validesa de l'experiment i va posar en dubte la manca d'uniformitat en les proves utilitzades per avaluar els grups de control i de prova. Per exemple, la naturalesa progressiva de la prova de matrius progressives avançades (APM) de Raven pot haver estat compromesa per modificacions de les restriccions de temps (és a dir, es van permetre 10 minuts per completar una prova normalment de 45 minuts).

### Filosofia
Els esforços per influir en la intel·ligència plantegen problemes ètics. La neuroètica considera les implicacions ètiques, legals i socials de la neurociència i tracta qüestions com la diferència entre tractar una malaltia neurològica humana i millorar el cervell humà, i com la riquesa afecta l'accés a la neurotecnologia. Els problemes neuroètics interactuen amb l'ètica de l'enginyeria genètica humana.
Els teòrics transhumanistes estudien les possibilitats i les conseqüències de desenvolupar i utilitzar tècniques per millorar les capacitats i aptituds humanes.
L'eugenesia és una filosofia social que defensa la millora dels trets hereditaris humans mitjançant diverses formes d'intervenció. L'eugenesia ha estat considerada de diverses maneres com a meritòria o deplorable en diferents períodes de la història, caient en gran descrèdit després de la derrota de l'Alemanya nazi a la Segona Guerra Mundial.

## Mesurament
L'enfocament per entendre la intel·ligència amb la majoria de partidaris i investigacions publicades durant el període de temps més llarg es basa en proves psicomètriques. També és, amb diferència, el més utilitzat en entorns pràctics. Les proves de quocient d'intel·ligència (IQ) inclouen Stanford-Binet, les matrius progressives de Raven, l'escala d'intel·ligència per a adults de Wechsler i la bateria d'avaluació Kaufman per a nens. També hi ha proves psicomètriques que no pretenen mesurar la intel·ligència en si sinó alguns constructes estretament relacionats com l'aptitud escolar. Als Estats Units, els exemples inclouen el SSAT, el SAT, l'ACT, el GRE, el MCAT, el LSAT i el GMAT. Independentment del mètode utilitzat, gairebé qualsevol prova que requereixi que els examinats raonin i tingui un ampli ventall de dificultats de preguntes produirà puntuacions d'intel·ligència que es distribueixen aproximadament normalment entre la població general.
Les proves d'intel·ligència s'utilitzen àmpliament en entorns educatius, empresarials i militars a causa de la seva eficàcia per predir el comportament. El coeficient intel·lectual i g (que es discuteixen a la secció següent) es correlacionen amb molts resultats socials importants: els individus amb un coeficient intel·lectual baix tenen més probabilitats de divorciar-se, tenir un fill fora del matrimoni, estar empresonats i necessitar suport social a llarg termini, mentre que els individus amb un coeficient intel·lectual elevat s'associen amb més anys d'educació, llocs de treball més alts i ingressos més alts. S'ha trobat que la intel·ligència mesurada per proves psicomètriques està altament correlacionada amb l'entrenament exitós i els resultats del rendiment (per exemple, el rendiment adaptatiu), i el coeficient intel·lectual/ g és el millor predictor d'un rendiment laboral reeixit; tanmateix, alguns investigadors, tot i que estan molt d'acord amb aquesta troballa, han recomanat precaució a l'hora de citar la força de l'afirmació a causa d'una sèrie de factors, aquests inclouen: hipòtesis estadístiques imposades a la base d'alguns d'aquests estudis, estudis fets abans de 1970 que semblen incoherents amb estudis més recents i debats en curs dins de la literatura de psicologia sobre la validesa de les eines de mesura del QI actual.

### Factor general d'intel·ligència col·lectiva o"c"
Hi ha molts tipus diferents de proves de coeficient intel·lectual que utilitzen una gran varietat de tasques de prova. Algunes proves consisteixen en un sol tipus de tasca, d'altres es basen en una àmplia col·lecció de tasques amb diferents continguts (visual-espacial, verbal, numèric) i que demanen diferents processos cognitius (per exemple, raonament, memòria, decisions ràpides, comparacions visuals, imatges espacials, lectura i recuperació de coneixements generals ). El psicòleg Charles Spearman a principis del segle XX va dur a terme la primera anàlisi factorial formal de correlacions entre diverses tasques de prova. Va trobar una tendència perquè totes aquestes proves es correlacionin positivament entre elles, que s'anomena varietat positiva. Spearman va trobar que un sol factor comú explicava les correlacions positives entre les proves. Spearman el va anomenar g per " factor d'intel·ligència general ". El va interpretar com el nucli de la intel·ligència humana que, en major o menor grau, influeix en l'èxit en totes les tasques cognitives i, per tant, crea la varietat positiva. Aquesta interpretació de g com a causa comuna del rendiment de les proves encara és dominant en psicometria. (Tot i que van der Maas i els seus col·legues van avançar recentment una interpretació alternativa. El seu model de mutualisme suposa que la intel·ligència depèn de diversos mecanismes independents, cap dels quals influeix en el rendiment de totes les proves cognitives. Aquests mecanismes es recolzen mútuament de manera que el funcionament eficient d'un d'ells fa més probable el funcionament eficient dels altres, creant així la varietat positiva).
Les proves de coeficient intel·lectual es poden classificar segons la càrrega que tenen en el factor g. Les proves amb càrregues g altes són les que tenen una alta correlació amb la majoria de les altres proves. Un estudi exhaustiu que investiga les correlacions entre una gran col·lecció de proves i tasques ha trobat que les matrius progressives de Raven tenen una correlació particularment alta amb la majoria de les altres proves i tasques. The Raven's és una prova de raonament inductiu amb material visual abstracte. Consisteix en una sèrie de problemes, ordenats aproximadament per dificultat creixent. Cada problema presenta una matriu 3 x 3 de dissenys abstractes amb una cel·la buida; la matriu es construeix d'acord amb una regla, i la persona ha d'esbrinar la regla per determinar quina de les 8 alternatives encaixa a la cel·la buida. A causa de la seva alta correlació amb altres proves, les matrius progressives de Raven són generalment reconegudes com un bon indicador de la intel·ligència general. Això és problemàtic, però, perquè hi ha diferències substancials de gènere en el Raven's, que no es troben quan g es mesura directament calculant el factor general a partir d'una àmplia col·lecció de proves.
Diversos crítics, com Stephen Jay Gould, s'han mostrat crítics amb "g", veient-ho com un artefacte estadístic, i que les proves de coeficient intel·lectual en canvi mesuren una sèrie d'habilitats no relacionades. L'informe de l'Associació Americana de Psicologia de 1995 " Intelligence: Knowns and Unknowns " va afirmar que les proves de coeficient intel·lectual sí que es correlacionen i que la visió del fet que "g" és un artefacte estadístic era minoritària.

### Factor d'intel·ligència general o "factorg"
Una comprensió científica recent de la intel·ligència col·lectiva, definida com la capacitat general d'un grup per dur a terme una àmplia gamma de tasques, amplia les àrees de recerca en intel·ligència humana aplicant mètodes i conceptes similars als grups. La definició, l'operacionalització i els mètodes són similars a l'enfocament psicomètric de la intel·ligència individual general on el rendiment d'un individu en un conjunt determinat de tasques cognitives s'utilitza per mesurar la intel·ligència indicada pel factor d'intel·ligència general <i id="mwAvM">g</i> extret mitjançant l'anàlisi factorial. En la mateixa línia, la investigació en intel·ligència col·lectiva pretén descobrir un factor "c " que explica les diferències de rendiment entre grups, així com les causes estructurals i compositives del grup.

### Teories psicomètriques històriques
Diverses teories diferents de la intel·ligència han estat històricament importants per a la psicometria. Sovint posaven èmfasi en més factors que un sol com en el factor g.

### Teoria de Cattell-Horn-Carroll
Moltes de les proves de coeficient intel·lectual amplis i recents han estat molt influenciades per la teoria de Cattell-Horn-Carroll. S'argumenta que reflecteix gran part del que se sap sobre la intel·ligència a partir de la investigació. S'utilitza una jerarquia de factors per a la intel·ligència humana. g està a la part superior. A sota hi ha 10 habilitats àmplies que al seu torn es subdivideixen en 70 habilitats estretes. Les capacitats àmplies són:
- Intel·ligència fluida (Gf): inclou l'amplia capacitat de raonar, formar conceptes i resoldre problemes utilitzant informació desconeguda o procediments nous.
- Intel·ligència cristal·litzada (Gc): inclou l'amplitud i la profunditat dels coneixements adquirits d'una persona, la capacitat de comunicar-ne el coneixement i la capacitat de raonar utilitzant experiències o procediments apresos prèviament.
- Raonament quantitatiu (Gq): la capacitat de comprendre conceptes i relacions quantitatives i de manipular símbols numèrics.
- Capacitat de lectura i escriptura (Grw): inclou habilitats bàsiques de lectura i escriptura.
- Memòria a curt termini (Gsm): és la capacitat d'aprendre i retenir informació en consciència immediata i després utilitzar-la en pocs segons.
- Emmagatzematge i recuperació a llarg termini (Glr): és la capacitat d'emmagatzemar informació i recuperar-la amb fluïdesa més tard en el procés de pensament.
- Processament visual (Gv): és la capacitat de percebre, analitzar, sintetitzar i pensar amb patrons visuals, inclosa la capacitat d'emmagatzemar i recordar representacions visuals.
- Processament auditiu (Ga): és la capacitat d'analitzar, sintetitzar i discriminar estímuls auditius, inclosa la capacitat de processar i discriminar els sons de la parla que es poden presentar en condicions distorsionades.
- Velocitat de processament (Gs): és la capacitat de fer tasques cognitives automàtiques, especialment quan es mesura sota pressió per mantenir l'atenció centrada.
- Temps de decisió/reacció/velocitat (Gt): reflecteix la immediatesa amb què un individu pot reaccionar davant dels estímuls o una tasca (normalment es mesura en segons o fraccions de segons; no s'ha de confondre amb Gs, que normalment es mesura en intervals de 2 a 3 minuts). Vegeu Cronometria mental.

Les proves modernes no mesuren necessàriament totes aquestes capacitats àmplies. Per exemple, Gq i Grw es poden veure com a mesures del rendiment escolar i no com a coeficient intel·lectual. Gt pot ser difícil de mesurar sense un equip especial.
Abans, sovint, g es subdividia només en Gf i Gc, que es pensava que corresponien als subtests no verbals o de rendiment i als subtests verbals en versions anteriors del popular test de QI de Wechsler. Investigacions més recents han demostrat que la situació és més complexa.

### Insuficiència de mesura mitjançant el coeficient intel·lectual
La fiabilitat i la validesa són conceptes molt diferents. Tot i que la fiabilitat reflecteix la reproductibilitat, la validesa es refereix a si la prova mesura allò que pretén mesurar.[92] Tot i que generalment es considera que les proves de coeficient intel·lectual mesuren algunes formes d'intel·ligència, poden no servir com a mesura precisa de definicions més àmplies de la intel·ligència humana que inclouen, per exemple, la creativitat i la intel·ligència social. Per aquest motiu, el psicòleg Wayne Weiten argumenta que la seva validesa de constructe s'ha de qualificar acuradament i no exagerar-se.[92] Segons Weiten, "les proves de coeficient intel·lectual són mesures vàlides del tipus d'intel·ligència necessària per fer-ho bé en el treball acadèmic. Però si el propòsit és avaluar la intel·ligència en un sentit més ampli, la validesa de les proves de coeficient intel·lectual és qüestionable".[92] Alguns científics han discutit el valor del coeficient intel·lectual com a mesura de la intel·ligència en conjunt. A The Mismeasure of Man (1981, edició ampliada 1996), el biòleg evolucionista Stephen Jay Gould va comparar les proves de coeficient intel·lectual amb la pràctica ara desacreditada de determinar la intel·ligència mitjançant craniometria, argumentant que totes dues es basen en la fal·làcia de la reïficació, "la nostra tendència a convertir conceptes abstractes en entitats".[93] L'argument de Gould va provocar un gran debat,[94][95] i el llibre figura com un dels "25 Greatest Science Books of All Time" de la revista Discover.[96] En aquesta mateixa línia, crítics com Keith Stanovich no disputen la capacitat de les puntuacions de les proves de coeficient intel·lectual per predir alguns tipus d'assoliments, però argumenten que basar un concepte d'intel·ligència només en les puntuacions de les proves de coeficient intel·lectual descuida altres aspectes importants de la capacitat mental.[97][98] Robert Sternberg, un altre crític significatiu del coeficient intel·lectual com a mesura principal de les habilitats cognitives humanes, va argumentar que reduir el concepte d'intel·ligència a la mesura de g no té en compte completament les diferents habilitats i tipus de coneixement que produeixen èxit a la societat humana.[99] Malgrat aquestes objeccions, els psicòlegs clínics generalment consideren que les puntuacions de coeficient intel·lectual tenen prou validesa estadística per a molts propòsits clínics.[especificar][100][101]
Un estudi va suggerir que la intel·ligència es compon de sistemes cognitius diferents, cadascun dels quals té la seva pròpia capacitat i és (fins a cert punt) independent d'altres components, amb el perfil cognitiu que sorgeix de sistemes cognitius anatòmicament diferents (com les regions del cervell o les xarxes neuronals). Per exemple, el coeficient intel·lectual i els trets/ habilitats relacionats amb la lectura/llengua sembla estar influenciats "almenys en part [per] factors genètics diferents".
Diversos tipus de mesures potencials relacionades amb algunes definicions d'intel·ligència però que no formen part de la mesura del coeficient intel·lectual inclouen:
- Flexibilitat cognitiva : habilitats per canviar entre diferents conceptes o per adaptar el comportament en entorns nous o canviants[94]
- Intel·ligència moral[95][96]
- Priorització i selecció d'objectius
- Mesures directes de l'activitat cerebral[95] i altres proves d'intel·ligència de neuroimatge, investigades en part en la neurociència de la intel·ligència

## Intel·ligència a través de cultures
Els psicòlegs han demostrat que la definició de la intel·ligència humana és exclusiva de la cultura que s'està estudiant. Robert Sternberg és un dels investigadors que han discutit com la pròpia cultura afecta la interpretació de la intel·ligència de la persona i, a més, creu que definir la intel·ligència d'una sola manera sense tenir en compte diferents significats en contextos culturals pot generar una visió investigativa i egocèntrica involuntàriament del món. Per negar-ho, els psicòlegs ofereixen les següents definicions d'intel·ligència:
- La intel·ligència exitosa són les habilitats i els coneixements necessaris per tenir èxit a la vida, segons la pròpia definició d'èxit, dins del propi context sociocultural.
- La intel·ligència analítica és el resultat dels components de la intel·ligència aplicats a problemes força abstractes però familiars.
- La intel·ligència creativa és el resultat dels components de la intel·ligència aplicats a tasques i situacions relativament noves.
- La intel·ligència pràctica és el resultat dels components de la intel·ligència aplicats a l'experiència amb finalitats d'adaptació, conformació i selecció.

Tot i que normalment s'identifica per la seva definició occidental, diversos estudis donen suport a la idea que la intel·ligència humana té significats diferents entre les cultures d'arreu del món. En moltes cultures orientals, la intel·ligència està relacionada principalment amb els rols i les responsabilitats socials d'un. Una concepció xinesa de la intel·ligència la definiria com la capacitat d'empatitzar i entendre els altres, encara que aquesta no és de cap manera l'única manera en què es defineix la intel·ligència a la Xina. En diverses comunitats africanes, la intel·ligència es mostra de manera similar a través d'una lent social. Tanmateix, més que a través dels rols socials, com en moltes cultures orientals, s'exemplifica a través de les responsabilitats socials. Per exemple, en la llengua de Chi-Chewa, que és parlada per uns deu milions de persones a l'Àfrica central, el terme equivalent per a intel·ligència implica no només intel·ligència sinó també la capacitat d'assumir responsabilitats. A més, dins de la cultura americana també hi ha una varietat d'interpretacions de la intel·ligència. Una de les opinions més comunes sobre la intel·ligència a les societats nord-americanes la defineix com una combinació d'habilitats per resoldre problemes, habilitats de raonament deductiu i quocient d'intel·ligència (QI), mentre que altres societats nord-americanes assenyalen que les persones intel·ligents haurien de tenir una consciència social, acceptar els altres tal com són i poder donar consells o saviesa.

## Intel·ligència motivacional
La intel·ligència motivacional es refereix a la capacitat d'un individu per comprendre i utilitzar diverses motivacions, com ara la necessitat d'assoliment, afiliació o poder. Implica comprendre coneixements tàcits relacionats amb aquestes motivacions. Aquest concepte engloba la capacitat de reconèixer i apreciar els diversos valors, comportaments i diferències culturals dels altres, impulsat per l'interès intrínsec en lloc de millorar l'eficàcia de la interacció.
La investigació suggereix una relació entre la intel·ligència motivacional, les experiències internacionals i el lideratge. Les persones amb nivells més alts d'intel·ligència motivacional tendeixen a mostrar un major entusiasme per aprendre sobre altres cultures, contribuint així a la seva eficàcia en entorns interculturals. Tanmateix, els estudis també han revelat variacions en la intel·ligència motivacional entre ètnies, amb estudiants asiàtics que demostren una intel·ligència cultural cognitiva més alta però una intel·ligència motivacional més baixa en comparació amb altres grups.
Les investigacions han explorat l'impacte de la intel·ligència motivacional en la motivació laboral. Un estudi realitzat en empleats d'Isfahan Gas Company va indicar una relació positiva i significativa entre la intel·ligència motivacional i dos dels seus indicadors, a saber, l'adaptabilitat i la relació social, amb la motivació laboral. Aquestes troballes posen de manifest la possible influència de la intel·ligència motivacional en els nivells de motivació de les persones en contextos laborals.
La intel·ligència motivacional s'ha identificat com un fort predictor, que supera la intel·ligència del coneixement, la intel·ligència conductual i la intel·ligència estratègica. Té un paper crucial en la promoció de la cooperació, que es considera l'element ideal i essencial de la intel·ligència motivacional. Els enfocaments terapèutics basats en la intel·ligència motivacional emfatitzen una associació col·laborativa entre el terapeuta i el client. El terapeuta crea un entorn propici al canvi sense imposar els seus punts de vista ni intentar forçar la consciència o acceptació de la realitat al client.
La intel·ligència motivacional engloba la comprensió de les motivacions, com ara l'èxit, l'afiliació i el poder, així com l'apreciació de les diferències i valors culturals. S'ha trobat que afecta àrees com ara experiències internacionals, lideratge, motivació laboral i intervencions terapèutiques cooperatives.